# Лербру
Лербру (на шведски: Lärbro) е селище в югоизточна Швеция, лен Готланд, община Готланд. Намира се на приблизително 10 km от град Слите. От 1921 до 1960 г. има железопътна връзка с Висбю, главния град на острова. Основната забележителност на селището е църквата, построена около 1200 г. Главният източник на приходи е туризма.